# Сборная Венгрии по футболу (до 19 лет)
Сборная Венгрии по футболу до 19 лет — национальная команда, составленная из игроков не старше 19 или 20 лет и представляющая Венгрию на футбольных соревнованиях среди юношей. Контролируется Венгерской футбольной федерацией. Готовит игроков для сборной до 21 года, а в перспективе — и для основной сборной.
За историю проведения юношеских чемпионатов Европы четырежды становилась победительницей континентального первенства. Однако в официальных соревнованиях, ведущих свою историю с 1981 года, единственную победу на турнирах одержала только в 1984 году, по пенальти переиграв сборную СССР по пенальти на её же поле. В 2008 году после долгой череды неудач на чемпионате Европы сенсационно заняла четвёртое место и квалифицировалась для участия в чемпионате мира в Египте, где, будучи составленной из игроков не старше 20 лет, заняла третье место.